# Лангенлонсгайм
Лангенлонсгайм (нім. Langenlonsheim) — громада в Німеччині, розташована в землі Рейнланд-Пфальц. Входить до складу району Бад-Кройцнах. Центр об'єднання громад Лангенлонсгайм.
Площа — 11,91 км2. Населення становить 3937 ос. (станом на 31 грудня 2020).

## Галерея

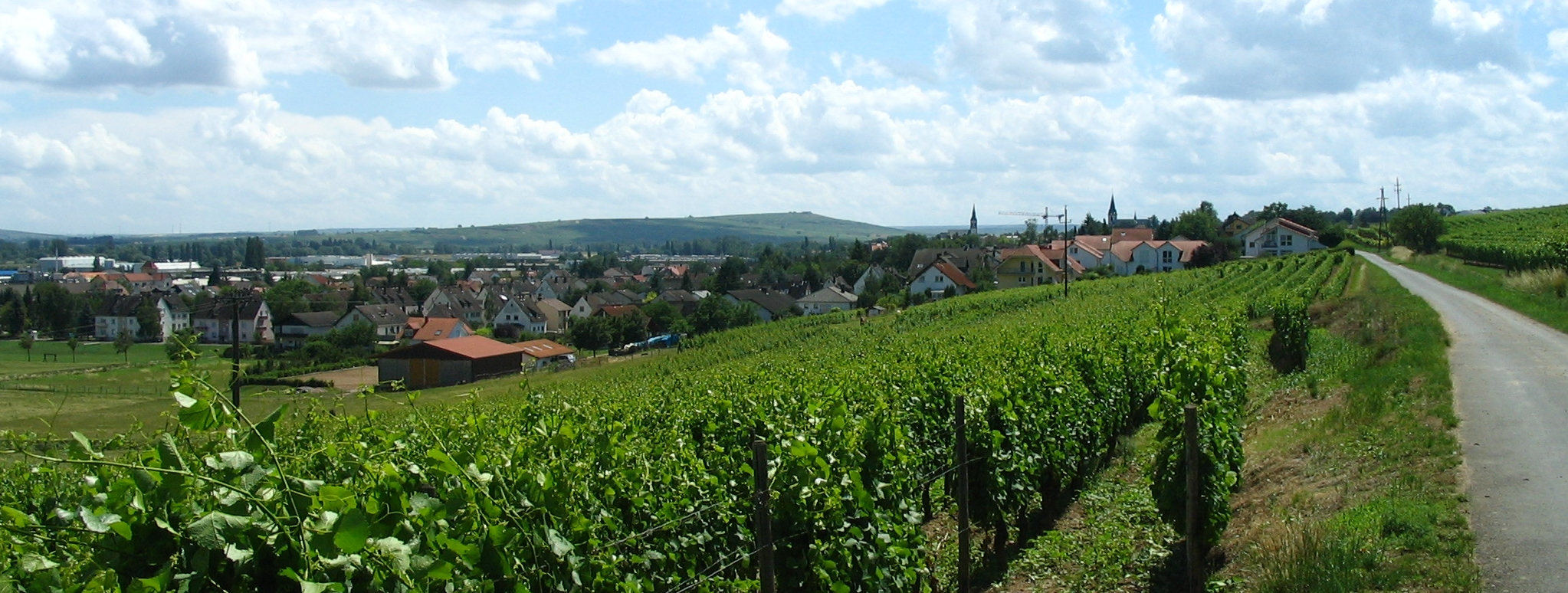
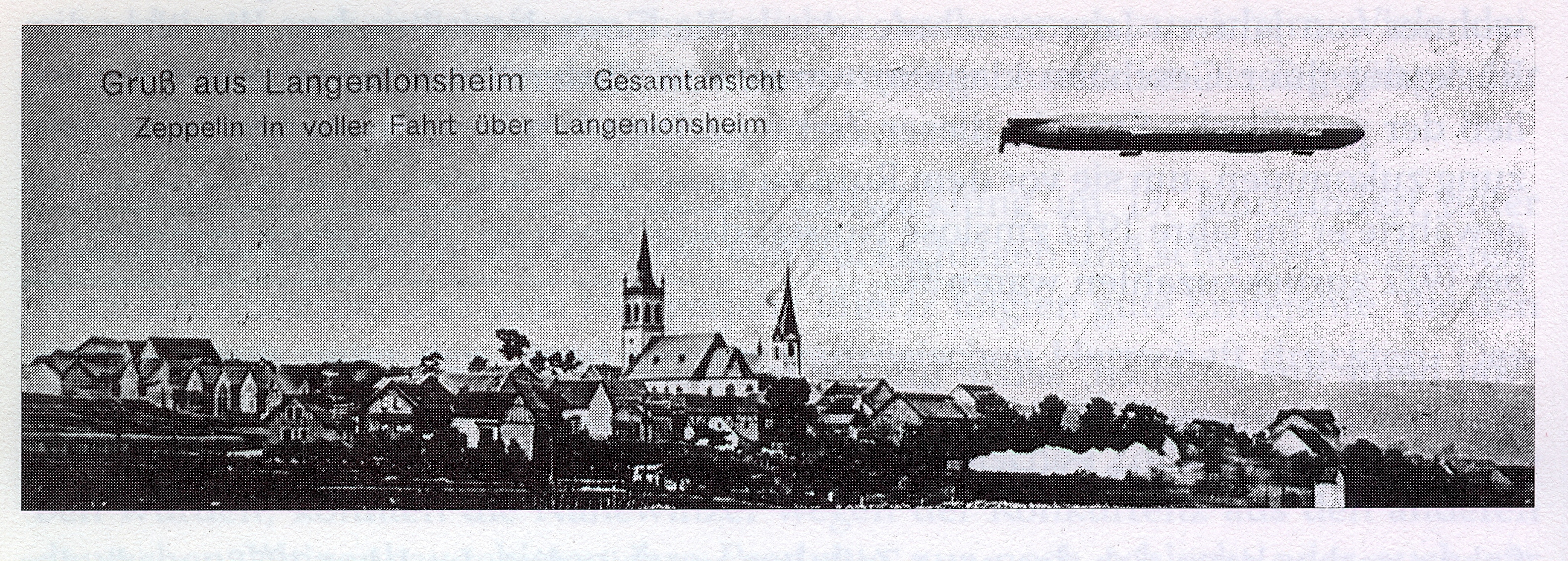
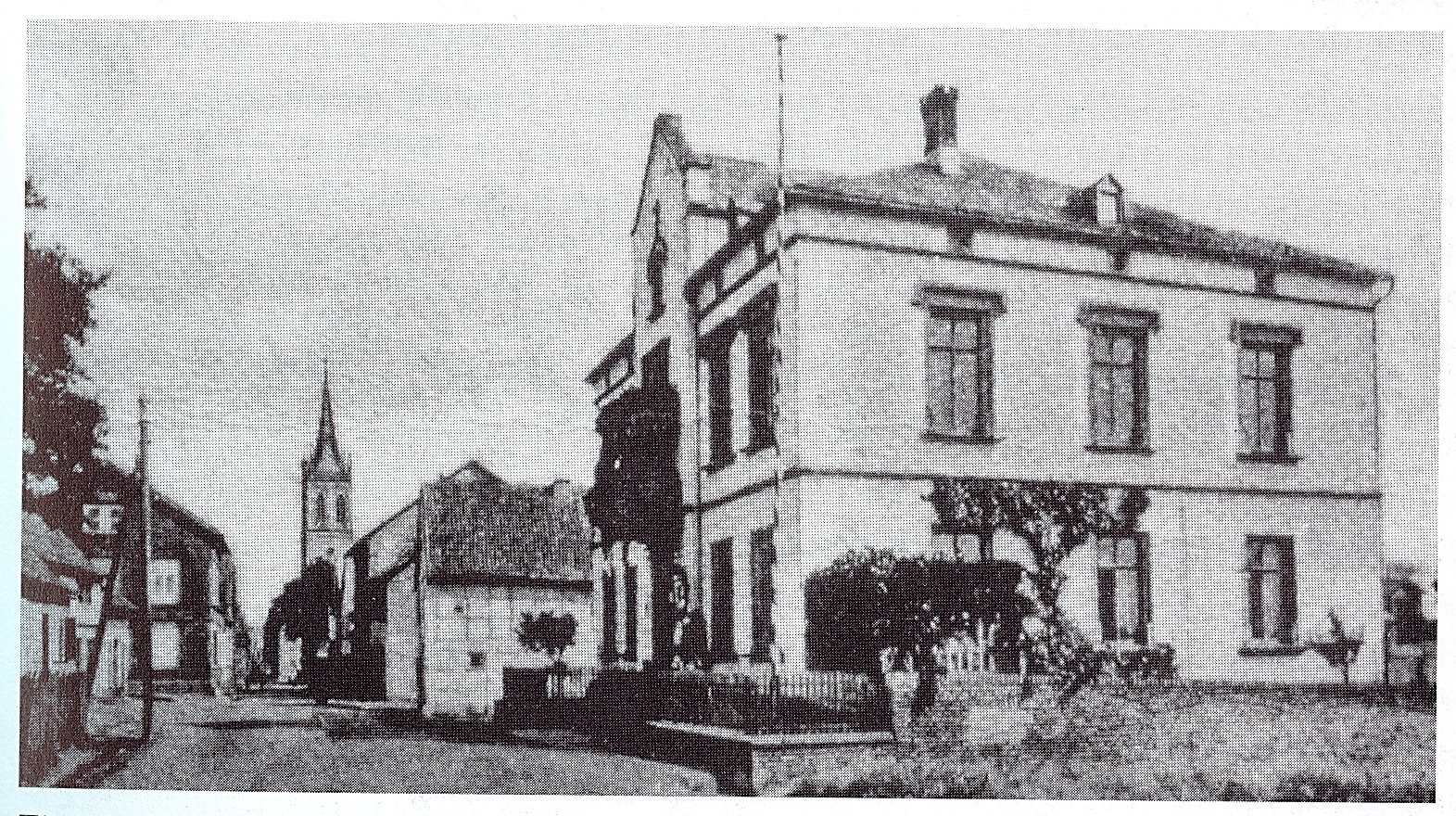
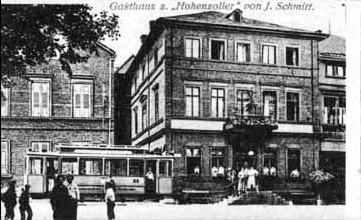
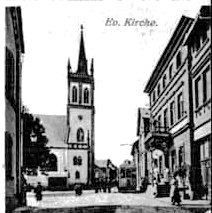